# Materiałoznawstwo
Materiałoznawstwo – dziedzina wiedzy technicznej (inżynierskiej), zajmująca się opisem materiałów. 
W zależności od dziedziny materiałoznawstwo kiedyś dzielono na:
- materiałoznawstwo maszynowe – zajmujące się materiałami konstrukcyjnymi używanymi w budowie maszyn i urządzeń mechanicznych.
- materiałoznawstwo budowlane – zajmujące się materiałami budowlanymi.

Wyodrębnione jest ponadto między innymi:
- materiałoznawstwo poligraficzne
- materiałoznawstwo włókiennicze

Ze względu na rodzaj materiału tradycyjny podział obejmował metaloznawstwo i materiały niemetalowe. 
Wraz z postępem naukowym w kręgu zainteresowań materiałoznawstwa znajdują się coraz to nowe, kolejne materiały np. półprzewodniki, nadprzewodniki, nanomateriały, materiały hybrydowe (łączące materię ożywioną i nieożywioną).